# Luzula pilosa
Luzula pilosa là một loài thực vật có hoa trong họ Juncaceae. Loài này được (L.) Willd. mô tả khoa học đầu tiên năm 1809.

## Hình ảnh

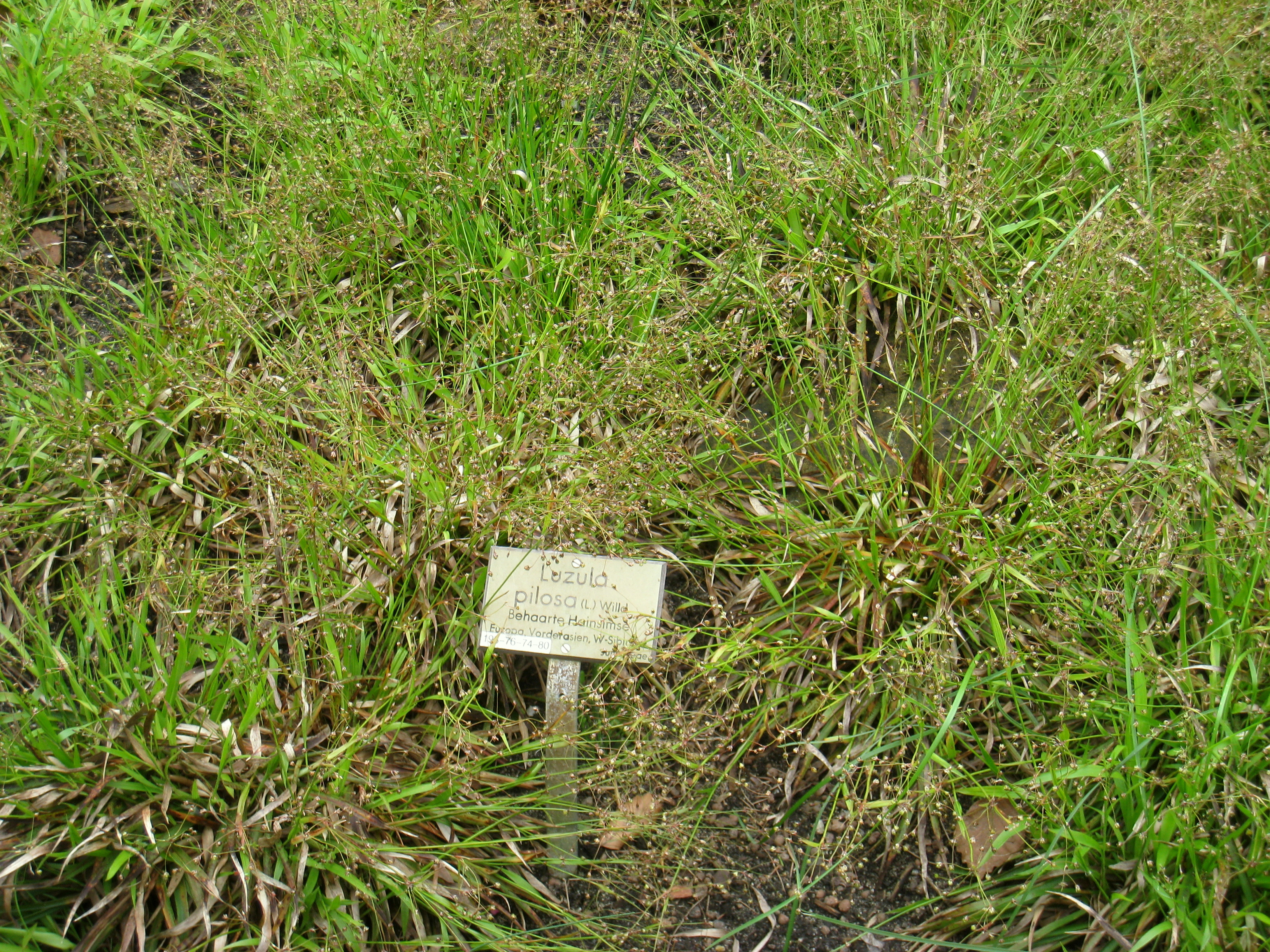
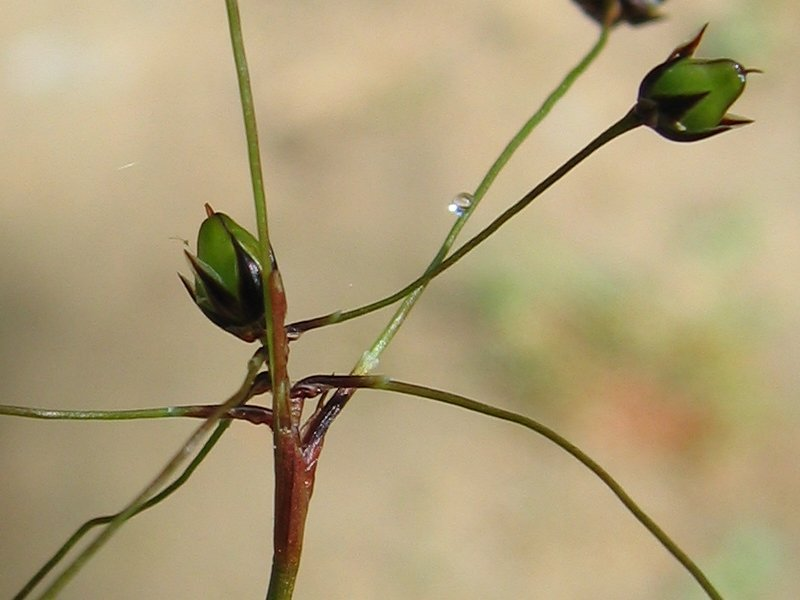
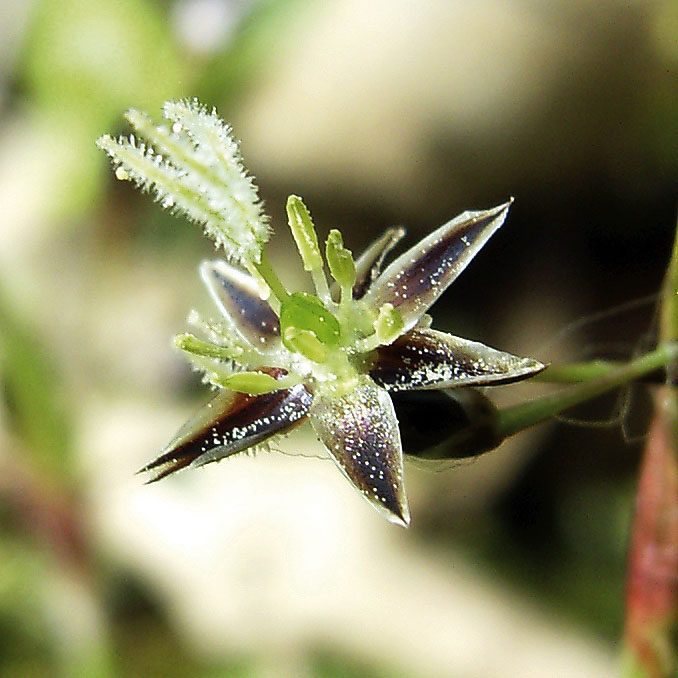
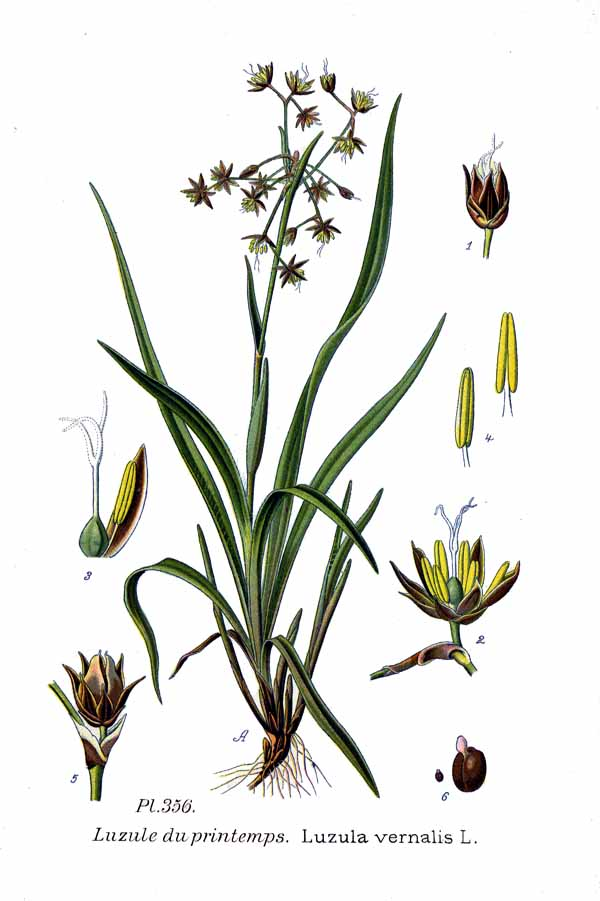